# Христенко, Пётр Иванович
Пётр Иванович Христенко (1908—1984) — советский учёный, специалист в области теплотехники, лауреат Сталинской и Ленинской премий.

## Биография
Окончил Московский химико-технологический институт имени Д. И. Менделеева, механический факультет (1930). Работал в проектных институтах военно-химической промышленности. Без отрыва от производства окончил заочный физико-химический факультет МГУ.
В 1944—1946 инженер отдела тепловой энергетики в Государственном союзном специальном проектном институте № 1.
В конце 1946 года самостоятельно оценил возможность разработки тяжеловодного газоохлаждаемого двухцелевого реактора и направил свое предложение на имя заместителя председателя СМ СССР А. П. Завенягина. После принятия предложения переведен во Всесоюзный научно-исследовательский проектный институт энергетической технологии (ВНИПИЭТ) (Московское отделение) в качестве главного инженера проекта. Реактор получил название КС- 150 (реактор «селеновый» мощностью 150 мВт электрической).
С 1948 года в Лаборатории № 3 Академии наук СССР вёл разработку принципиально нового энергетического реактора канально-корпусного типа с тяжеловодным замедлителем, газовым теплоносителем и топливом из металлического природного урана.
В 1956—1958 гг. работал в Институте атомной энергии Академии наук СССР. С 1958 г. главный инженер сектора Института теоретической и экспериментальной физики АН СССР.
В 1964—1966 гг. теоретически обосновал возможность достижения коэффициента воспроизводства топлива близкого к единице при повторном использовании плутония в энергетических тяжеловодных реакторах типа КС.
Кандидат технических наук.

## Премии, ордена и награды
- Сталинская премия 1953 года — за разработку проекта и сооружение опытного теплообменника.
- Ленинская премия 1960 — за создание комплекса исследовательских водо-водяных реакторов ВВР-2, ВВР-С и ИРТ.
- Награждён орденами Ленина и Трудового Красного Знамени, а также югославским орденом «За труд».